# Arabidopsis
Arabidopsis Heynh. è un genere di angiosperme eudicotiledoni appartenenti alla famiglia delle Brassicaceae.
Si tratta di piccole piante da fiore. Questo genere è di grande interesse in quanto la specie Arabidopsis thaliana è utilizzata come organismo modello per lo studio della biologia vegetale.

## Tassonomia
In questo genere sono riconosciute 11 specie:
- Arabidopsis arenicola (Richardson ex Hook.) Al-Shehbaz, Elven, D.F.Murray & Warwick
- Arabidopsis arenosa (L.) Lawalrée
- Arabidopsis cebennensis (DC.) O'Kane & Al-Shehbaz
- Arabidopsis croatica (Schott) O'Kane & Al-Shehbaz
- Arabidopsis halleri (L.) O'Kane & Al-Shehbaz
- Arabidopsis lyrata (L.) O'Kane & Al-Shehbaz
- Arabidopsis neglecta (Schult.) O'Kane & Al-Shehbaz
- Arabidopsis pedemontana (Boiss.) O'Kane & Al-Shehbaz
- Arabidopsis petrogena (A.Kern.) V.I.Dorof.
- Arabidopsis suecica (Fr.) Norrl.
- Arabidopsis thaliana (L.) Heynh.